# 棒の手
棒の手（ぼうのて）は、愛知県下において広く伝承されている農民武芸の民俗芸能。一部、岐阜県多治見市にも伝わる。

## 概要
樫の六尺棒、木刀、真剣、薙刀、槍、鎖鎌、十手、傘などの採物を用いて武術的な型を演じて見せる。中には、竹を5寸刻みに切り落としたり、額の藁ひもを切り落とすような熟練を要する危険な技もある。
豊田市、長久手市、名古屋市、尾張旭市、春日井市、小牧市、西尾市、江南市、安城市、日進市、瀬戸市、みよし市、豊明市、多治見市内の60以上の地区で20ほどの流派が伝承されており、20以上の保存会が県市町の無形民俗文化財に指定されている。
起源には諸説あり、次の3つが伝承されている。
- 1554年（天文23年）尾張の岩崎城主・丹羽勘助氏次が加賀の人から村民に棒術を学ばせ、軍装して猿投神社に奉納し、武運長久を祈願したのが始まり[1]。
- 農民が戦国乱世の自衛手段として武芸を習得し、これが村の鎮守神の祭礼の余興に取り入れられ、いつしか神社の祭事芸能に発展した。

また、尾張は織田信長以降、楽市楽座などで人の交流が活発になり、東西の武芸者の「見本市」のようなものになったと思われる。
- 南北朝時代に修験道の山伏が関係して、農具として使う棒の神秘的な要素に呪術的なものが加わって生まれた。

名称の起源は江戸時代末期頃とされ、それ以前は棒打物仕合（ぼううちものしあい）、棒突（ぼうつき）、棒仕合などの記録がある。

## 流派
- 鎌田流（かまだりゅう）[5] - 豊田市、西尾市、みよし市
- 見当流（けんとうりゅう） - 豊田市、長久手市、名古屋市、日進市
- 起倒流（きとうりゅう） - 豊田市、長久手市、瀬戸市、北設楽郡
- 起倒流祈禱立棒（きとうりゅうきとうりつぼう） - 瀬戸市
- 検藤流（けんとうりゅう） - 尾張旭市、春日井市、名古屋市、日進市、豊田市、瀬戸市
- 藤牧検藤流（ふじまきけんとうりゅう） - 豊田市、長久手市
- 鷹羽検藤流（たかのはけんとうりゅう） - 長久手市、名古屋市、豊田市
- 片山検藤流（かたやまけんとうりゅう） - 瀬戸市
- 源氏天流（げんじてんりゅう） - 名古屋市、春日井市、小牧市
- 神影流（しんかげりゅう） - 名古屋市、江南市、小牧市
- 無二流（むにりゅう）[6] - 尾張旭市、多治見市、瀬戸市
- 式部流（しきぶりゅう） - 安城市
- 夢想流（むそうりゅう）[7] - 豊明市
- 真影流（しんかげりゅう） - 名古屋市、江南市
- 直心我流（じきしんがりゅう） - 尾張旭市
- 東軍流（とうぐんりゅう） - 尾張旭市、春日井市
- 直師夢想東軍流（ちょくしむそうとうぐんりゅう） - 尾張旭市
- 検藤高羽流（けんとうたかばりゅう） - 愛知郡東郷町、安城市
- 関生高羽検当藤牧流（せきおたかばけんとうふじまきりゅう） - 愛知郡東郷町
- 渚流（なぎさりゅう） - 弥富市
- 真陰流（しんかげりゅう） - 春日井市（玉野）
- 見当流（けんとうりゅう） - 豊田市、名古屋市、長久手市

## 無形民俗文化財

### 県指定
猿投町棒の手保存会ほか（豊田市猿投町ほか）、石楠棒の手保存会ほか（豊田市松平町ほか）、宮口棒の手保存会（豊田市宮口町）、藤岡棒の手保存会（豊田市木瀬町）、大坪棒の手保存会（豊田市大坪町）、足助町棒の手保存会（豊田市五反田町、近岡町、富岡町）、長久手市棒の手保存会（長久手市）、桜の棒の手保存会（名古屋市南区）、守山棒の手保存会（名古屋市守山区）、尾張旭市棒の手保存会（尾張旭市内）、小木田町源氏天流関田棒の手保存会（春日井市小木田町）、安良棒の手保存会（江南市安良町）、田貫町棒の手保存会（西尾市田貫町）、桜井町下谷棒の手保存会（安城市桜井町）、小木棒の手保存会（多治見市諏訪町小木）

### 市指定
杉本棒の手保存会（豊田市杉本町）、杉本押井棒の手保存会（豊田市押井町）、中根東八幡社見当流棒の手保存会（名古屋市瑞穂区中根町）、鍋屋上野町源氏天流棒の手保存会（名古屋市千種区赤坂町）、善進町真影流棒の手保存会（名古屋市港区入場）、猪高町鷹羽検藤流棒の手保存会（名古屋市名東区陸前町）、高針棒の手保存会連合会（名古屋市名東区高針）、浅田棒の手保存会（日進市浅田区）、野口棒の手保存会（小牧市大字野口）、大草棒の手保存会（小牧市大字大草）
このほか、棒の手の奉納演舞を含む市指定文化財として、上高根の警固祭り（豊明市沓掛町）、山口の警固祭り（瀬戸市八幡町）、菱野のおでく警固祭り（瀬戸市東菱野町）などがある。

### 町指定
諸輪の棒の手（愛知郡東郷町諸輪）、貝津田の棒の手（北設楽郡設楽町西納庫貝津田）

## 類似の武芸その他
埼玉県深谷市、千葉県君津市、石川県、宮崎県の五ヶ瀬町などにも類似の芸能がある。棒術などの武術を芸能化したものは日本の各地域にあり、祭礼の際に地域住民の子供などによって奉納される。その多くが日本武術から発生したもので、大正、昭和初めまで武術として稽古されていて、いまだ芸能化せず、ほぼ武術の流派そのままで伝わっている流派もある。名称は、棒使い、棒踊りなどが有名であるが、地域により異なり、太刀踊り、花取り踊り、棒ささら、太刀振りなどの名前がみられる。また、地域によっては武術の名称である棒術をそのまま使っている例も多い。各地の主な棒術・棒踊りには次のようなものがある。
- 福島県 - 泉町滝尻の獅子舞棒術
- 栃木県 - 木の杖術（小天狗流杖術）[8]
- 新潟県－関山神社・火祭りの山伏棒遣い
- 茨城県 - 田谷の棒術（無比流棒術）
- 千葉県 - 三島の棒術（田原流・蓮見流・浅山一伝流・新当流丸橋派）、下根獅子舞と棒剣術、ばっぱか獅子舞
- 埼玉県 - 上川原の棒術（神道香取流）、原馬室の獅子舞・棒術
- 京都府 - 南山城村田山の花踊り（長谷川流棒術）
- 高知県 - 立山神社の棒術・獅子舞、橋上棒術[9]
- 岡山県 - 棒遣い
- 宮崎県 - 新陰流棒術、心影無雙太車流棒術[10]（タイ捨流が起源である）、戸田当流兵杖術、鞍馬流棒術
- 鹿児島県 - 村原棒踊、川西棒踊、風流、田原示現流（示現流が起源である）、浅山一連流（浅山一伝流が起源である？）

他に沖縄県各地や金沢の加賀獅子等が有名である。多くの都道府県に何かしら棒術、武術を元にした芸能が存在している。

## その他
東名高速道路の長久手市のカントリーサインの絵柄に棒の手が用いられている。